# Донегал Тауншип (округ Вестморленд, Пенсільванія)
Донегал Тауншип (англ. Donegal Township) — селище (англ. township) в США, в окрузі Вестморленд штату Пенсільванія. Населення — 2192 особи (2020).

## Демографія
Згідно з переписом 2010 року, у селищі мешкали 2403 особи в 1001 домогосподарстві у складі 703 родин. Було 1321 помешкання
Расовий склад населення:
| - 99,0 % — білих - 0,2 % — азіатів - 0,1 % — вихідців з тихоокеанських островів - 0,1 % — чорних або афроамериканців |

До двох чи більше рас належало 0,3 %. Частка іспаномовних становила 1,0 % від усіх жителів.
За віковим діапазоном населення розподілялося таким чином: 18,9 % — особи молодші 18 років, 60,7 % — особи у віці 18—64 років, 20,4 % — особи у віці 65 років та старші. Медіана віку мешканця становила 46,0 року. На 100 осіб жіночої статі у селищі припадало 97,8 чоловіків;  на 100 жінок у віці від 18 років та старших — 99,9 чоловіків також старших 18 років.
Середній дохід на одне домашнє господарство  становив 60 705 доларів США (медіана — 51 080), а середній дохід на одну сім'ю — 68 346 доларів (медіана — 54 911). Медіана доходів становила 44 167 доларів для чоловіків та 40 938 доларів для жінок. За межею бідності перебувало 12,4 % осіб, у тому числі 16,5 % дітей у віці до 18 років та 20,9 % осіб у віці 65 років та старших.
Цивільне працевлаштоване населення становило 1068 осіб. Основні галузі зайнятості: мистецтво, розваги та відпочинок — 20,2 %, освіта, охорона здоров'я та соціальна допомога — 14,0 %, виробництво — 13,0 %, будівництво — 12,2 %.